# Wittenau
Wittenau (tyska: Ortsteil Berlin-Wittenau), före 1903 Dalldorf, är en stadsdel i norra Berlin, som ingår i stadsdelsområdet Reinickendorf. Stadsdelen har sina nuvarande administrativa gränser sedan 2012, då stadsdelen Borsigwalde avknoppades från Wittenau och blev en separat stadsdel inom Reinickendorfs stadsdelsområde. Innan dess avknoppades även Märkisches Viertel från stadsdelen år 1999. Inom de nuvarande gränserna har stadsdelen 23 671 invånare (31 dec 2013).

## Historia
Byn Dalldorf grundades på platsen under den tyska kolonisationen av landskapet Barnim på 1200-talet. Byn omnämns första gången i skrift 1322. Den nuvarande bykyrkan uppfördes 1488. 
År 1879 öppnade staden Berlin ett mentalsjukhus på platsen, det som idag är Karl Boenhoffer-kliniken. Därav kom ortsnamnet att användas som en synonym för mentalsjukhus av Berlinborna. Ortsborna ansökte därför 1903 om att döpa om byn efter den nyligen avlidne och populäre lokalpolitikern Peter Witte, vilket beviljades, och sedan dess heter platsen Wittenau. 1920 införlivades Wittenaus kommun i Stor-Berlin och är sedan dess del av stadsdelsområdet Reinickendorf.
Efter andra världskriget låg Wittenau mellan 1945 och 1990 i den franska ockupationssektorn i Västberlin. Under denna period uppstod Cité Foch, ett bostadsområde för franska militärfamiljer, i Wittenau. Under början av 1970-talet uppfördes den stora satellitförorten Märkisches Viertel, som sedan 1999 är en självständig stadsdel.

## Kommunikationer
Stadsdelen har gett namn åt tunnelbane- och pendeltågsstationen Wittenau.